# 20117 Tannoakira
20117 Tannoakira è un asteroide della fascia principale. Scoperto nel 1995, presenta un'orbita caratterizzata da un semiasse maggiore pari a 2,5943171 UA e da un'eccentricità di 0,1699047, inclinata di 14,82702° rispetto all'eclittica.